# Elecciones parlamentarias de Dinamarca de 1973
Las elecciones generales fueron realizadas en Dinamarca el 4 de diciembre de 1973 y en las Islas Faroe el 13 de diciembre. Desde entonces ha sido referido a como la Elecciones Aplastantes (en danés: Jordskredsvalget), cuando cinco nuevos partidos o que jamás tuvieron representantes, llegaron a obtener escaños y se remplazó a más de la mitad del parlamento danés. Los Socialdemócratas, el cual había dirigido un gobierno minoritario hasta estas elecciones, perdió un tercio de sus escaños. Tras las elecciones Poul Hartling, líder del Venstre, formó el gobierno minoritario más pequeño de la historia de Dinamarca con solo 22 escaños, por lo que tuvo que formar una coalición con el Partido del Progreso, el Partido Popular Conservador, el Partido Social Liberal, los Demócratas de Centro y los Demócratas Cristianos.
La participación electoral fue de un 88.7% en Dinamarca, 54.6% en las Islas Feroe y un 66.0% en Groenlandia.

## Resultados
|                                |           |       |       |         |       |
| Partido                        | Votos     | +/–   | %     | Escaños | +/–   |
| Dinamarca                      |           |       |       |         |       |
| Socialdemócratas               | 783.145   | 25.65 | -11.7 | 46      | –24   |
| Partido del Progreso           | 485.289   | 15.89 | +15.9 | 28      | Nuevo |
| Venstre                        | 374.283   | 12.26 | -3.3  | 22      | –8    |
| Partido Social Liberal         | 343.117   | 11.24 | -3.1  | 20      | –7    |
| Partido Popular Conservador    | 279.391   | 9.15  | -7.5  | 16      | –15   |
| Demócratas de Centro           | 236.784   | 7.76  | +7.8  | 14      | Nuevo |
| Partido Popular Socialista     | 183.522   | 6.01  | -3.1  | 11      | –6    |
| Demócratas Cristianos          | 123.573   | 4.05  | +2    | 7       | +7    |
| Partido Comunista de Dinamarca | 110.715   | 3.63  | +2.2  | 6       | +6    |
| Partido Justicia               | 87.904    | 2.88  | +1.2  | 5       | +5    |
| Izquierda Socialista           | 44.843    | 1.47  | -0.1  | 0       | 0     |
| Independientes                 | 637       | 0.01  | 0     | 0       | 0     |
| Votos en blanco/nulos          | 17.050    | –     | –     | –       | -     |
| Total                          | 3.070.253 | 100   | 175   | 0       | -     |
| Islas Feroe                    |           |       |       |         |       |
| Partido de la Igualdad         | 3.772     | 28.6  | -     | 1       | 0     |
| Rapública                      | 3.312     | 25.1  | -     | 1       | Nuevo |
| Partido Popular                | 2.690     | 20.4  | -     | 0       | –1    |
| Partido Unionista              | 2.533     | 19.2  | -     | 0       | 0     |
| Partido del Autogobierno       | 553       | 4.2   | -     | 0       | 0     |
| Partido Progresista            | 258       | 2.0   | -     | 0       | 0     |
| Independientes                 | 72        | 0.5   | -     | 0       | 0     |
| Votos en blanco/nulos          | 47        | –     | –     | –       | –     |
| Total                          | 13.237    | 100   | 2     | 0       | 0     |
| Groenlandia                    |           |       |       |         |       |
| Independientes                 | 15.869    | 100   | -     | 2       | 0     |
| Votos en blanco/nulos          | 512       | –     | –     | –       | -     |
| Total                          | 16.381    | 100   | -     | 0       | 0     |
| Fuente: Nohlen & Stöver        |           |       |       |         |       |